# Секерино (посёлок, Москва)
Секерино — посёлок в Троицком административном округе Москвы  (до 1 июля 2012 года в составе Подольского района Московской области). Входит в состав Краснопахорского района.

## Население
Согласно Всероссийской переписи, в 2002 году в посёлке проживало 98 человек (46 мужчин и 52 женщины). По данным на 2005 год в посёлке проживало 102 человека.

## Расположение
Посёлок Секерино расположен на левом берегу Пахры примерно в 25 км к западу от центра города Подольска. На западе граничит с деревней Сенькино-Секерино. Восточнее посёлка проходит Московское малое кольцо.

## Территории,улицыимикрорайоны(поКЛАДР РФ)
Территории и микрорайоны перечисленные ниже, на самом деле географически могут и не находиться внутри самого посёлка, а бывают разбросаны вокруг него, на площади в несколько квадратных километров, в границах поселения Михайлово-Ярцевского. Тем не менее, по КЛАДР все они классифицируются, как улицы посёлка Секерино, а в названии содержат слово Территория или Микрорайон. Так как эти территории возникали и благоустраивались под началом инициативных групп (правлений СНТ, правлений ДСК, дирекций КП и т.п.), то исторически сложилось, что в границах каждой из этих территорий обычно присутствует Территориальное общественное самоуправление:
- микрорайон Медведево Территория
- СНТ Шереметьево Территория

## Транспорт
В посёлок Секерино ходят автобусы от метро Тёплый Стан из Москвы (маршрут е144) и маршрутное такси (маршрут 512) и из города Подольск (маршрут с996)